# Akkarin Pittaso
Akkarin Pittaso (thailändisch อัครินทร์ ปิตตาโส, * 17. März 1996) ist ein thailändischer Fußballspieler.

## Karriere
Akkarin Pittaso erlernte das Fußballspielen in der Jugend vom Chonburi FC. Von 2018 bis 2021 stand er beim Ranong United FC unter Vertrag. Der Verein aus Ranong spielte in der Lower Region der dritten Liga. 2019 wurde er mit dem Verein Vizemeister und stieg somit in die zweite Liga auf. Nach insgesamt 41 Ligaspielen wechselte er am 1. Juli 2021 zum Zweitligaaufsteiger Lamphun Warriors FC. Am Ende der Saison feierte er mit dem Verein aus Lamphun die Meisterschaft der zweiten Liga und den Aufstieg in die erste Liga. Nach sechs Ligaspielen wechselte er im Januar 2024 auf nach Chiang Mai zum Zweitligisten Chiangmai United FC. Nach einer Spielzeit, in der er 33 Ligaspiele bestritt, wechselte er im Juli 2025 zum ebenfalls in der zweiten Liga spielenden Nakhon Si United FC.

## Erfolge
Ranong United FC
- Thai League 3 – Lower Region: 2019 (Vizemeister)  ▲

Lamphun Warriors FC
- Thailändischer Zweitligameister: 2021/22  ▲